# Lia Félix
Pour les articles homonymes, voir Félix.
Adélaïde Félix (Saumur, 6 juillet 1830 - Paris 8e, 16 janvier 1908) est une actrice française.

## Biographie
Elle est la cinquième des six enfants de Jacob Félix et Esther Thérèse Hayer, dont tous deviennent comédiens, la plus connue de la fratrie étant la tragédienne Rachel. Si, contrairement à ses trois sœurs Rachel, Rébecca et Dinah, elle ne fut jamais sociétaire de la Comédie-Française, à force de travail et de représentations, elle gagna une grande réputation à Paris. Elle fit même partie de la tournée américaine de sa sœur Rachel.
Après un arrêt à cause de la maladie, elle réapparut à la Gaîté dans le rôle-titre de Jeanne d'Arc de Jules Barbier qui obtint un grand succès. Sa dernière représentation fut dans La Haine de Victorien Sardou en 1874.
Elle est enterrée au cimetière du Père-Lachaise à Paris, dans la même sépulture que sa sœur Rachel, dans une chapelle de la 7e division.

## Comédienne
- Geneviève dans Le Caporal et la Payse ou le Vieux Caporal de Dumanoir et Adolphe d'Ennery, Théâtre de la Porte-Saint-Martin, le 9 mai 1853